# Силогава, Лиусия Теймуразовна
Лиусия Теймуразовна Силогава (1920, Сухумский округ, Кутаисская губерния — неизвестно, село Квемо-Баргеби, Гальский район, Абхазская АССР, Грузинская ССР) — колхозница колхоза имени Сталина Гальского района, Абхазская АССР, Грузинская ССР. Герой Социалистического Труда (1949).
Предположительно жена Героя Социалистического Труда Николая Алексеевича Силогавы.

## Биография
Родилась в 1920 году в крестьянской семье в одном из сельских населённых пунктов Кутаисской губернии. С раннего возраста трудилась в сельском хозяйстве. С середины 1930-х годов трудилась на чайной плантации колхоза имени Сталина Гальского района, председателем которого был Владимир Ахлоевич Гогохия.
В 1949 году собрала 6,6 центнера зелёного чайного листа на участке площадью 0,5 гектара. Указом Президиума Верховного Совета СССР от 29 августа 1949 года удостоена звания Героя Социалистического Труда за «получение высоких урожаев сортового зелёного чайного листа и цитрусовых плодов в 1948 году» с вручением ордена Ленина и золотой медали «Серп и Молот» (№ 4492).
За выдающиеся трудовые достижения по итогам работы в 1949 году награждена вторым Орденом Ленина.
Трудилась в колхозе до выхода на пенсию. Проживала в родном селе Квемо-Баргеби Галльского района. Дата смерти не установлена.
Награды
- Герой Социалистического Труда
- Орден Ленина — дважды (1949; 19.07.1950)